# Cédric Taymans
Cédric Paul René Taymans (* 11. April 1975 in Ixelles) ist ein ehemaliger belgischer Judoka. Er war Vizeweltmeister 2001 und Weltmeisterschaftsdritter 1997.

## Sportliche Karriere
Der 1,67 m große Cédric Taymans kämpfte im Superleichtgewicht, der Gewichtsklasse bis 67 Kilogramm. 1994 gewann er seinen ersten belgischen Meistertitel, weitere folgten 1995, 1997 und 2001, 1998 war er Zweiter hinter Sven Boonen. 1995 war er Zweiter der Junioreneuropameisterschaften hinter dem Spanier Kenji Uematsu. 
Bei den Weltmeisterschaften 1997 in Paris besiegte er im Viertelfinale den Deutschen Richard Trautmann und verlor im Halbfinale gegen den Japaner Tadahiro Nomura. Mit einem Sieg über den Nordkoreaner Kang Myong-chang sicherte sich Taymans eine Bronzemedaille. 1999 erreichte er durch Siege über den Briten John Buchanan und Yulduz Sultanov aus Aserbaidschan das Finale der Europameisterschaften in Bratislava. Dort unterlag er dem Spanier Óscar Peñas. Im Jahr darauf verlor er bei den Europameisterschaften 2000 in Breslau im Halbfinale gegen Elçin İsmayılov aus Aserbaidschan, den Kampf um eine Bronzemedaille gewann Taymans gegen John Buchanan. Bei den Olympischen Spielen 2000 verlor Taymans seinen Auftaktkampf gegen Brandan Greczkowski aus den Vereinigten Staaten durch Waza-ari.
2001 unterlag er im Halbfinale der Europameisterschaften in Paris dem Franzosen Cyril Soyer, gewann aber mit einem Sieg über den Griechen Lavrentios Alexanidis Bronze. Bei den Weltmeisterschaften 2001 in München bezwang Taymans im Viertelfinale den Brasilianer João Derly und im Halbfinale den Georgier Nestor Chergiani. Im Finale unterlag er dem Tunesier Anis Lounifi. Im Jahr darauf belegte er den fünften Platz bei den Europameisterschaften 2002, nachdem er den Kampf um Bronze gegen Nestor Chergiani verloren hatte. Drei Jahre später erreichte er bei den Europameisterschaften 2005 in Rotterdam noch einmal das Halbfinale. Nach Niederlagen gegen den Österreicher Ludwig Paischer und Ruben Houkes aus den Niederlanden belegte Taymans den fünften Platz.